# 국제 에미상
국제 에미상(International Emmys 또는 International Emmys)은 텔레비전 산업의 예술적, 기술적 장점에 대해 광범위한 에미상(Emmy Awards)의 일부이다. 뉴욕에 본부를 둔 국제 텔레비전 예술 및 과학 아카데미(IATAS)가 수여하는 국제 에미상은 미국 이외의 지역에서 최초로 제작 및 방영된 최고의 TV 프로그램에 수여된다. 이 상은 매년 11월 뉴욕시에서 개최되는 국제 에미상 갈라에서 수여된다. 1,200명 이상의 텔레비전 전문가가 참여하고 있다. 최초의 국제 에미상 시상식은 1973년에 열렸으며, 이는 원래 미국에서만 있었던 에미상을 확장한 것이다.